# Bìm bịp mỏ xanh
Bìm bịp mỏ xanh (danh pháp hai phần: Centropus chlororhynchos) là một loài chim thuộc chi Bìm bịp, họ Cuculidae.
Bìm bịp mỏ xanh là loài đặc hữu Sri Lanka. Bìm bịp mỏ xanh là một loài hiếm và nhút nhát của các khu rừng nhiệt đới cao của phía tây nam của Sri Lanka. Nó làm tổ trong bụi cây, và tổ điển hình có 2-3 trứng.
Đây là một loài chim vừa đến lớn với thân dài 43 cm. Đầu và cơ thể của nó là màu tím đen, cánh nâu sẫm ở trên và màu đen bên dưới, và đuôi dài là màu xanh đậm. Mỏ màu xanh lá cây ánh sáng riêng biệt. Con trống và con mái bề ngoài tương tự. Bìm bịp mỏ xanh ăn nhiều loại côn trùng, sâu bướm và động vật có xương sống nhỏ, con ốc là một yêu thích. Nó đôi khi ăn các loại thức ăn khác.
Bìm bịp mỏ xanh có dân số nhỏ và giảm sút do kết quả của sự phá hủy rừng.